# Exochus synosialis
Exochus synosialis là một loài tò vò trong họ Ichneumonidae.